# ジェレミー郡

ジェレミー郡
Jeremi

ジェレミー郡（ジェレミーぐん、ハイチ語: Jeremi、フランス語: Jérémie）は、ハイチ南西部チビウォン半島北西部の郡。西にアンスデノー郡、東にコライユ郡、南に南県シャドニエ郡と接する。オット山塊の北に位置し、南西部からジェレミーの東へグランダンス川が流れる。
北西にアブリコ、東部にジェレミー、南西にシャンベラン、北部にボンボン、中南部にモウォンの5つのコミーン（komin, 基礎自治体）が置かれている。郵便番号は71から始まる。

## 脚註
1. 1 2  “Haiti: administrative units, extended”.   GeoHive.com. 2016年10月5日時点のオリジナルよりアーカイブ。2021年8月9日閲覧。
2. ↑  “POPULATION TOTALE, POPULATION DE 18 ANS ET PLUS MÉNAGES ET DENSITÉS ESTIMÉS EN 2015” (pdf).   l’Institut Haïtien de Statistique et d’Informatique (IHSI). pp. 16 - 17 (2015年3月). 2021年8月9日閲覧。